# ウーシン旗
ウーシン旗（ウーシンき、ᠦᠦᠰᠢᠨ
ᠬᠣᠰᠢᠭᠤ　転写：Üüsin qosiɣu）は、中華人民共和国内モンゴル自治区オルドス市に位置する旗。
牧畜地域で、近年は農業が発展。2000年以後、農地と牧畜の生産量は大きく成長した。その他2005年に80億トン以上の埋蔵量の石炭が発見され、鉱業が盛んになってきている。

## 行政区画
- バルガス（鎮）
  - ガラオート・バルガス（嘎魯図鎮）
  - ウーシンジョー・バルガス（烏審召鎮）
  - トグ・バルガス（図克鎮）
  - オラーントルゴエ・バルガス（烏蘭陶勒蓋鎮）
  - シャラグオス・バルガス（無定河鎮）
- ソム（蘇木）:スリデ・ソム（蘇力徳蘇木）